# Université de médecine vétérinaire de Košice
L'Université de médecine et pharmacie vétérinaire de Košice (Univerzita veterinárskeho lekárstva a farmácie v Košiciach) compte plus de 100 doctorants en 2016 et dispense ses cours en slovaque et (depuis le milieu des années 1990) en anglais, tant dès le premier cycle que pour les titulaires d'une licence dans des domaines de la biologie, de l'agronomie ou des études vétérinaires en vue de la délivrance du diplôme de docteur-vétérinaire (niveau bac+6).
C'est le seul établissement slovaque de formation dans le domaine vétérinaire. Il est agréé par l'Association européenne des établissements d'enseignement vétérinaire (AEEEV), ce qui permet aux lauréats de pratiquer la médecine vétérinaire dans tous les pays de l'Union Européenne.
Une des particularités de cette institution est d'accepter sur dossier, en 3e année d'études vétérinaires, les candidats en possession d'une licence (ou diplôme supérieur) en biologie. Une vingtaine d'étudiants de 8 nationalités (parmi ceux-ci, 5 étudiants français) ont intégré en 2016 cette section internationale, où les cours sont dispensés en anglais.
L'université dispose de chambres et studios pour loger les étudiants, dans un campus proche, à un coût de 120 à 165 euros par mois.
Le coût des études vétérinaires est de 8 500 euros par an.